# Арсеново (Кропивинський округ)
Арсе́ново (рос. Арсеново) — село у складі Кропивинського округу Кемеровської області, Росія.

## Населення
Населення — 342 особи (2010; 431 у 2002).
Національний склад (станом на 2002 рік):
- росіяни — 88 %